# Luigi Nono

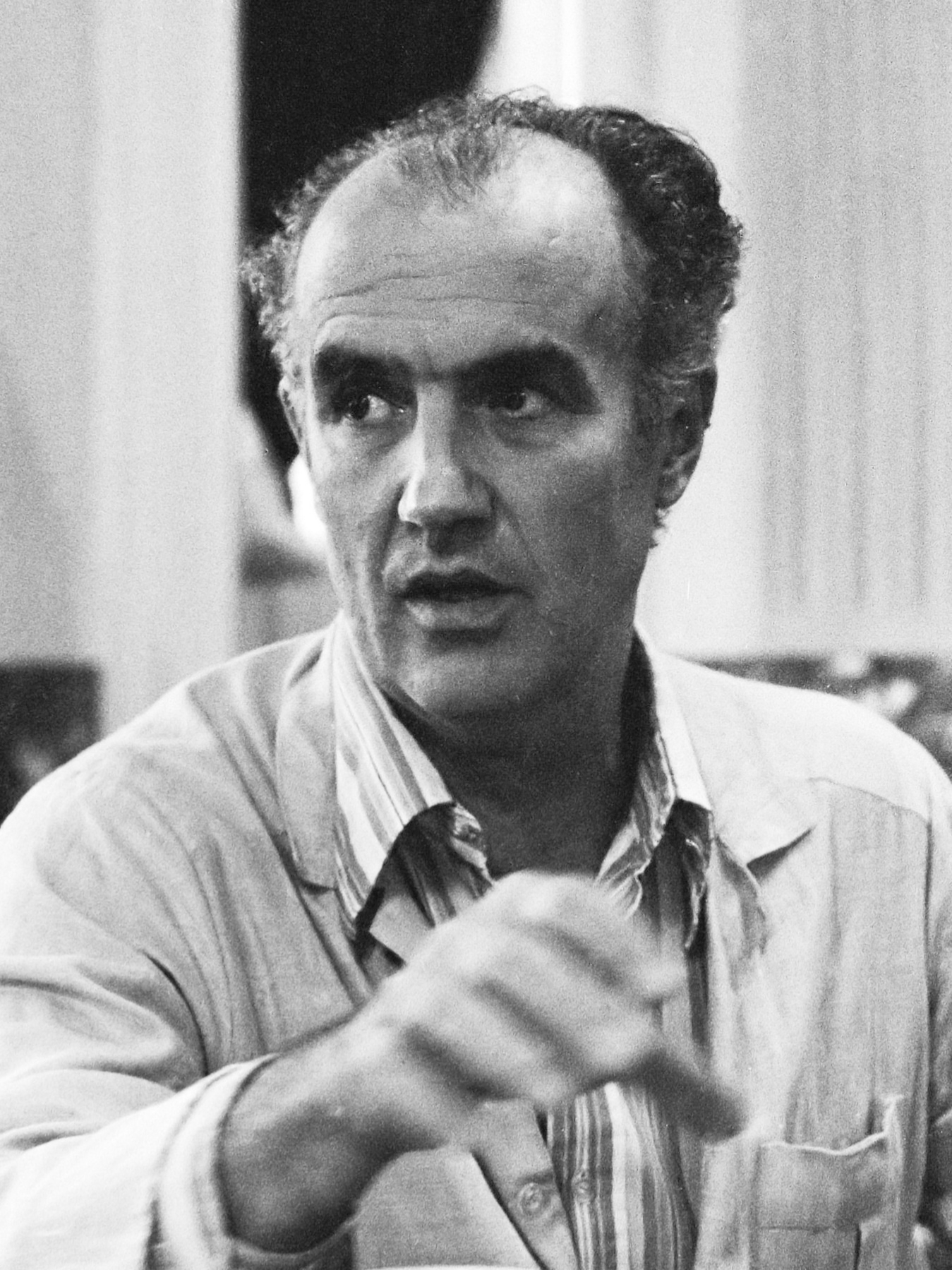
Luigi Nono (1979)

Luigi Nono (* 29. Januar 1924 in Venedig; † 8. Mai 1990 ebenda) war ein italienischer Komponist.

## Leben

### Herkunft und Werdegang
Luigi Nono war ein Sohn des Ingenieurs Mario Nono (1890–1975) und der Maria Manetti (1891–1976). Er entstammte väterlicherseits einer alteingesessenen venezianischen Familie, seine Eltern gaben ihm den Vornamen des Großvaters Luigi Nono, der ein Maler aus der venezianischen Schule des 19. Jahrhunderts war. Als Gymnasiast erhielt er Klavierunterricht und wurde 1941 externer Schüler im Fach Komposition bei Gian Francesco Malipiero am Konservatorium Benedetto Marcello in Venedig. Auf Wunsch des Vaters studierte er nach dem Abitur 1942 Rechtswissenschaften in Padua. 1946 beendete er das Studium mit dem Diplom, im selben Jahr lernte er Bruno Maderna kennen, bei dem er privaten Kompositionsunterricht nahm. Beide besuchten 1948 im Rahmen der Biennale in Venedig einen Dirigierkurs bei Hermann Scherchen, den Nono anschließend auf eine Konzertreise nach Zürich und Rapallo begleitete. Über Scherchen erhielt Nono Zugang zur Musiktradition des deutschen Sprachraums, insbesondere zu Musik und musikalischem Denken der Zweiten Wiener Schule.
1955 heiratete er Nuria Schönberg (geb. 1932), die er im Jahr zuvor in Hamburg bei der Uraufführung der Oper Moses und Aron ihres Vaters Arnold Schönberg kennengelernt hatte. Das Ehepaar hatte zwei Töchter, Silvia (* 1959) und Serena Bastiana (* 1964).
1950 nahm er erstmals an den Kranichsteiner/Darmstädter Ferienkursen für Neue Musik teil, wo seine Kanonischen Variationen über eine Reihe von Schönbergs op. 41 unter Scherchens Leitung uraufgeführt wurden. An diesen Kursen nahm er regelmäßig bis 1960 teil, dabei wurden insgesamt sieben seiner Kompositionen aufgeführt, von 1957 bis 1960 war er dort auch als Dozent tätig. Zusammen mit Karlheinz Stockhausen, mit dem er 1952 in Darmstadt erstmals zusammentraf, und Pierre Boulez, den er ein Jahr später in Begleitung Scherchens bei einem Parisaufenthalt kennenlernte, galt er in den 1950er-Jahren als einer der führenden Vertreter der neuen Seriellen Musik der so genannten Darmstädter Schule.
1952 trat Nono in die Kommunistische Partei Italiens ein, in der er zeitlebens auf lokaler und nationaler Ebene aktiv war. Seit 1969 korrespondierte er mit seinem Parteifreund und späteren Präsidenten der Republik Italien Giorgio Napolitano, der während seines Jurastudiums Theater- und Musikkritiken geschrieben hatte, und diskutierte mit ihm vor allem politische Fragen. Während Nono sich für Kuba und die Revolution engagierte und für die Dritte Welt starkmachte, setzte Napolitano mehr auf eine Ost-West-Entspannung.
Seine Stücke waren anfänglich oft geprägt von hoher Dichte und Lautstärke, die manchmal bis an die Schmerzgrenze ging. Nono verbreitete durch die Mittel der Neuen Musik humane und politisch bzw. klassenkämpferische Ideen. Beispiele für soziales und politische Engagement waren vermehrt ab den 1960er-Jahren Stücke über Intoleranz und Gewalt gegenüber Flüchtlingen (Intolleranza, 1960/61), die Folgen eines Atomkrieges (Sul ponte di Hiroshima, 1962), die Entfremdung und Belastung durch die kapitalistische Arbeitswelt (La fabbrica illuminata, 1964), den Holocaust (Ricorda cosa ti hanno fatto in Auschwitz, 1965), den spanischen Bürgerkrieg (Epitaffio a Federico Garcia Lorca), antifaschistischen Widerstand (Il canto sospeso), oder die Studentenrevolte der späten 1960er-Jahre (Musica-Manifesto n.1). Seine musikalische Verarbeitung dieser Themenkomplexe bediente sich dabei aber konsequent der Mittel der Neuen Musik und nicht der musikalischen Vorstellungen des sozialistischen Realismus. Später tendierte Nono mehr zu subtil lyrischer Zurückgezogenheit wie z. B. im Streichquartett Fragmente – Stille, An Diotima. Ab 1960 wandte er sich beginnend mit seiner ersten Tonbandkomposition Omaggio a Emilio Vedova einer bis zu seinem Tode anhaltenden Beschäftigung und Erforschung mit den Möglichkeiten der Elektronik in der Musik zu. Nono begann im Freiburger Experimentalstudio der Heinrich-Strobel-Stiftung zu arbeiten. Die dort entstandenen Werke bewegen sich zum Teil am Rande des Hörbaren.
In den 1970er Jahren hatte Nono den Philosophen Massimo Cacciari getroffen, mit dem er in den folgenden Jahren eng zusammenarbeitete. So stellte Cacciari auch das Textmaterial für Prometeo. Tragödie des Hörens (1984), Nonos letztes großes Musiktheaterprojekt zusammen.

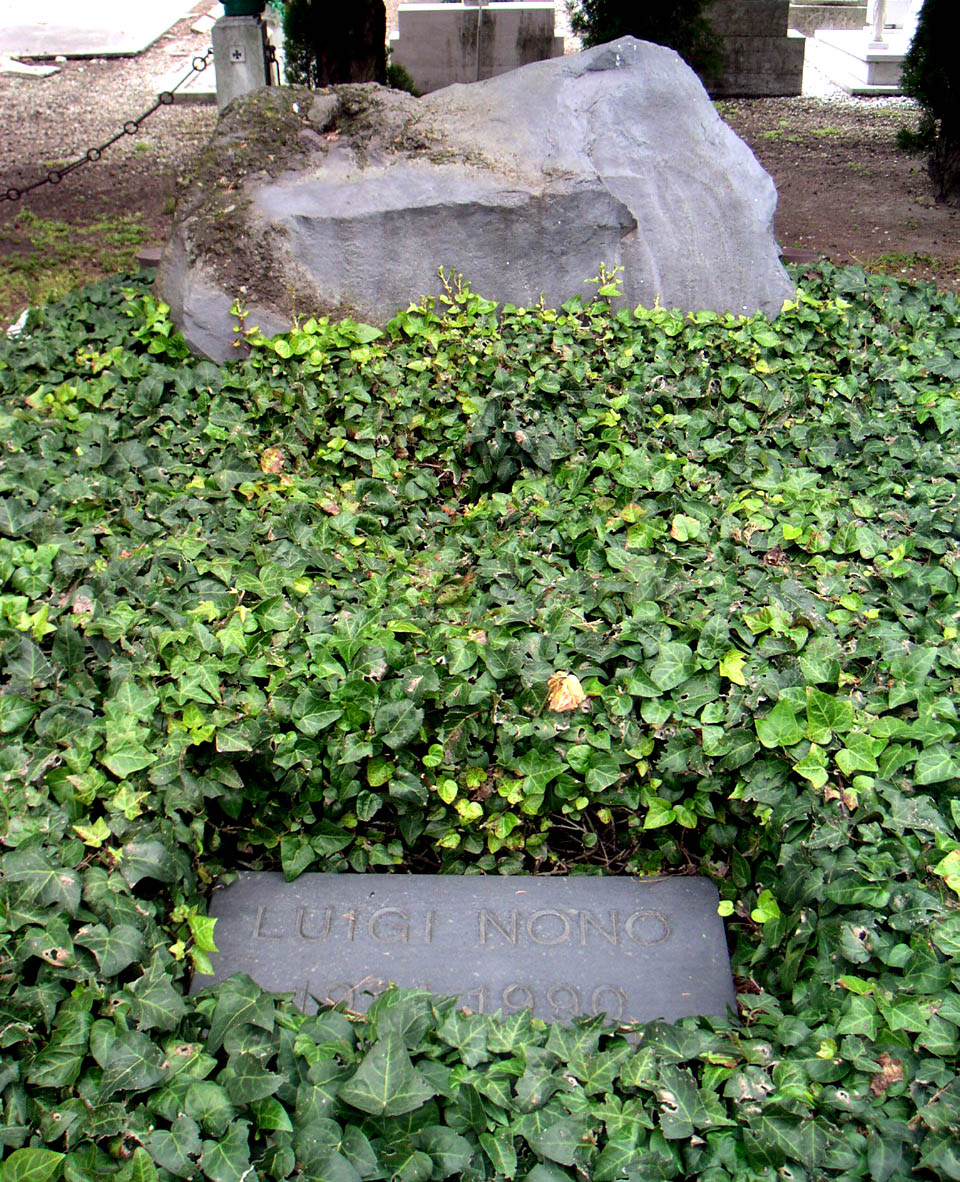
Grab auf San Michele

Nachdem Luigi Nono sich nach Angaben seiner Familie kurz zuvor wegen eines Leberleidens im Krankenhaus aufgehalten hatte, starb er am 8. Mai 1990. Er ist auf dem Friedhof San Michele in Venedig beigesetzt. Das Grabmal gestaltete der japanische Architekt Arata Isozaki.

### Gedenken
Nach seinem Tod 1990 baute Nuria Schönberg-Nono, zunächst in ihrer Wohnung auf der Giudecca, das Archivio Luigi Nono auf. Dabei wurde sie von Massimo Cacciari, der Bürgermeister von Venedig geworden war, unterstützt. Im selben Jahr gestaltete Nonos Freund und künstlerisch-intellektueller Wahlverwandter, der DDR-Autor Heiner Müller (1929–1995), ein raumplastisches Environment als intermedialen Gedenkort innerhalb der urbanistischen Identitätskampagne Marking the City Boundaries (Masterplan: Daniel Libeskind) in Groningen/NL, dem er den Titel seines Gedichts Bruchstück für Luigi Nono aus dem Jahr 1985 gab. Im Herbst 2006 zog das Archiv in das ehemalige Giudecca-Kloster Santi Cosma e Damiano um und wurde in eine Stiftung umgewandelt. Ende März 2007 eröffnete der damalige italienische Staatspräsident Napolitano das neue Archivio Luigi Nono.

### Schüler
Schüler von Luigi Nono sind die Komponisten Helmut Lachenmann und Nicolaus A. Huber.

## Musikalisches Werk
Nonos Werkbiographie lässt sich anhand der verwendeten Besetzungen grob in drei Phasen unterteilen: Die erste erstreckt sich über die 1950er-Jahre und war von seriellen Kompositionen für eine wechselnde Anzahl von Instrumental- oder Vokalsolisten geprägt. Eine erste Kulmination erreichte die Phase in der Azione scenica Intolleranza 1960. Die zweite Phase (1960–1975) zeichnet sich vorwiegend durch die Verwendung von Tonband aus und die erste Intensivierung der Studien über Raum-Klang. Sie mündete in die zweite Azione scenica Al gran sole carico d’amore. In der letzten Werkphase bis zu seinem Tod zieht Nono Experimentierprozesse mit Live-Elektronik hinzu. Diese Studien mündeten in dem Werk Prometeo in enger Zusammenarbeit mit Hans-Peter Haller und dem Experimentalstudio der Heinrich-Strobel-Stiftung des Südwestfunks. In den letzten Jahren seines Lebens widmete Nono sich vorrangig Werken in kammermusikalischer Besetzung.

## Werke

### Bühnenwerke
- Intolleranza 1960. – Azione scenica (1961) – Text von Angelo Maria Ripellino, Texte von Julius Fučík, Jean-Paul Sartre, Paul Éluard, Wladimir Majakowski und Bertolt Brecht u. a.
- Al gran sole carico d’amore. Azione scenica (1975) – Im ersten Teil der szenischen Aktion geht es um die Ereignisse der Pariser Commune von 1871, der zweite bezieht sich unter anderem auf den St. Petersburger Aufstand von 1905. Tania Bunke, Castro und Guevara Texte.

### Hörtheater
- Prometeo. Tragedia dell’ascolto. (1984). Texte von Äschylos, W. Benjamin, Fr. Hölderlin u. a., zusammengestellt von M. Cacciari.

### Orchesterwerke
- Variazioni canoniche sulla serie dell’ op. 41 di Arnold Schoenberg (1950)
- Composizione per orchestra [N. 1] (1951) – Hommage an den kommunistischen tschechischen Schriftsteller Julius Fučík, der 1943 von den Nazis ermordet wurde
- Due espressioni per orchestra. (1953)
- Composizione per orchestra N. 2: Diario polacco 1958. (1959)
- Per Bastiana – Tai-Yang Cheng für Tonband und Orchester (1967)
- A Carlo Scarpa, architetto, ai suoi infiniti possibili. (1984)
- No hay caminos, hay que caminar… Andrej Tarkowsky für 7 Orchestergruppen (1987)

### Orchester mit Solisten
- Y su sangre ya viene cantando (Nr. 2 aus dem Epitaffio für García Lorca) für Flöte und kleines Orchester (1952)
- Varianti. Musik für Violine, Streicher und Holzbläser (1957)
- Canti di vita e d’amore: Sul ponte di Hiroshima für Sopran- und Tenor-Solo und Orchester (1962)
- Como una ola de fuerza y luz für Sopran, Klavier, Orchester und Tonband (1971/72)

### Orchesterwerke mit Chor, Chorwerke
- Epitaffio per Federico García Lorca (1951–1953):
  - Nr. 1: España en el corazón. Drei Studien für Sopran- und Bariton-Solo, Sprechchor und Instrumente (1951)
  - Nr. 3: Memento. Romance de la Guardia civil espanola, für Sprechstimme, Chor und Orchester (1953)
- La victoire de Guernica, für Chor und Orchester (1954). Gesänge nach Paul Eluard.
- Liebeslied, für Chor und Instrumente (1954)
- Il canto sospeso, für Sopran-, Alt- und Tenorsolo, gemischten Chor und Orchester (1956)
- La terra e la compagna. Canti di Cesare Pavese, für Sopran- und Tenor-Solo und Instrumente (1957)
- Cori di Didone aus La terra promessa von Giuseppe Ungaretti, für Chor und Schlagzeug (1958)
- Da un diario italiano, für zwei Chöre (1964) (Fragment)

### Solistische Vokalmusik (teilweise mit Instrumenten)
- Sarà dolce tacere. Gesänge für 8 Solisten nach La terra e la morte von Cesare Pavese (1960)
- “Ha venido”. Canciones para Silvia für Sopran und 6-stimmigen Sopranchor nach Antonio Machado (1960)
- Canciones a Guiomar für Solo-Sopran, 6-stimmigen Frauenchor und Instrumente, ebenfalls nach Antonio Machado (1962/63)

### Solistische Vokalmusik mit Tonband, Tonbandmusik
- Omaggio a Vedova (1960)
- La fabbrica illuminata (1964) für Sopran-Solo und vierspuriges Tonband. Dokumentartexte und C. Pavese Verse.
- Ricorda cosa ti hanno fatto in Auschwitz (1965)
- A floresta è jovem e cheja de vida (1966) für drei Stimmen, Klarinette, 5 Kupferplatten und Tonband. Dokumentartexte, zusammengestellt von Giovanni Pirelli
- Contrappunto dialettico alla mente (1968)
- Musica-Manifesto n.1: Un volto, del mare für Singstimme, Sprechstimme und Tonband – Non consumiamo Marx für Tonband (1968/69)
- Y entonces comprendió (1969/70) für Tonband, 3 Soprane, 3 Frauenstimmen und Chor
- Für Paul Dessau (1974) für Tonband
- …sofferte onde serene… (1976) für Klavier und Tonband

### Tonbandmusik mit Orchester (und eventuell Solisten)
siehe: Orchesterwerke

### Werke mit Live-Elektronik
- Con Luigi Dallapiccola. 6 Schlagzeuger und Live-Elektronik (1979)
- Quando stanno morendo. Diario polacco no. 2. (1982)
- Das atmende Klarsein per piccolo coro, flauto basso, live electronics e nastro magnetico. (1980–1983)[9]
- Guai ai gelidi mostri. Ein Werk mit Textgrundlage von Massimo Cacciari, nach Bildern von Emilio Vedova (1983)
- Omaggio a György Kurtág. Kontra-Alt, Flöte, Klarinette, Basstuba und Live-Elektronik. (1983)
- Risonanze erranti. Liederzyklus a Massimo Cacciari. (1986)
- Post-Prae-Ludium Donau für Tuba und Live-Elektronik. (1987)
- La lontananza nostalgica utopica futura. Madrigale per più 'caminantes’ con Gidon Kremer für Violine, 8-spuriges Tonband und Live-Elektronik (1988)

### Ensemblemusik
- Polifonica-Monodia-Ritmica für Flöte, Klarinette, Bassklarinette, Altsaxophon, Horn, Klavier und Schlagzeug (1951)
- Canti per 13 (1955)
- Incontri per 24 strumenti (1955)

### Kammermusik
- „…..sofferte onde serene…“ für Klavier und Tonband (1975/76)
- Fragmente – Stille, An Diotima. Streichquartett (1979)
- “Hay que caminar” sognando. für zwei Violinen (1989)

### Dokumentarfilme
- 1988: Luigi Nono – Portrait des venezianischen Komponisten (NDR) (Regie: Birgitta Ashoff)